# 雲雀丘花屋敷駅
雲雀丘花屋敷駅（ひばりがおかはなやしきえき）は、兵庫県宝塚市雲雀丘一丁目にある、阪急電鉄宝塚本線の駅。駅番号はHK-51。所在地は宝塚市だが、敷地の半分以上は川西市側にある。
本項では、当駅のルーツの一つに当たる雲雀丘駅（ひばりがおかえき）についても解説する。

## 概要
宝塚本線の管理機能の中枢に当たる平井車庫（1972年開設）に近接しており、当駅を始発・終着とする列車が多数設定されている。2022年12月17日現在のダイヤでは大多数の普通が当駅で折り返すため、当駅を起終点とする列車は約半数に上る。ただし日中の普通は、2000年6月から2003年8月のダイヤ改正までは半数が、2003年8月から2006年10月のダイヤ改正までは全てが宝塚まで運転されており、前者は特急の待避、後者は快速急行との緩急接続を当駅で行っていた。
2003年に線内完結の特急が廃止されて以来、当駅には全ての定期列車が停車している。
平日、休日問わず朝と夕または夜に能勢電鉄の2連、4連の回送電車が2本定期として、平野車庫から平井車庫へ回送のため停車する。また、車輪添削などで臨時で回送される場合や、定期検査での回送でも停車する。能勢電鉄線内はワンマン運転だが、川西能勢口～雲雀丘花屋敷～平井車庫の間は車掌も乗務するツーマン運転である。

## 歴史
1961年、車両の大型化と編成の増結を進めていた京阪神急行電鉄（→阪急電鉄）は、双方の駅間が近く、またホームの延長に難のあった花屋敷駅と雲雀丘駅を統合することとなり、両駅名を合わせた当駅が開業した。
ただし統合といっても、当駅は旧花屋敷駅から355メートルの位置にある一方で、旧雲雀丘駅とは互いのホームの端と端との間がわずか4メートルという至近距離にあり、また統合により廃止されるはずの花屋敷駅は開業後も一年間営業を続けるという変則的な形態であった。
統合にあたっては、どちらの駅を残しどちらの駅が吸収されるかで国務大臣を巻き込んでの大論争となり、花屋敷側・雲雀丘側双方の自治会長によるジャンケンで勝敗を決したという逸話がある。

### 年表
- 1916年（大正5年）8月5日：花屋敷駅 - 平井駅（現在は山本駅に統合）間に雲雀丘駅開業[5]。
- 1961年（昭和36年）1月16日：花屋敷駅 - 雲雀丘駅間に雲雀丘花屋敷駅開業、雲雀丘駅を廃止[6]。
- 1997年（平成9年）11月17日：朝・夕ラッシュ時に運転される特急の停車駅となる。後に通勤特急となり2003年8月に廃止[注 2]。
- 2003年（平成15年）8月30日：新設された快速急行の停車駅となる[注 3]。
- 2013年（平成25年）12月21日：駅番号導入[7][8]。

### 雲雀丘駅
雲雀丘花屋敷駅に統合された駅の一つで、宅地開発に合わせて1916年に設置された駅。雲雀丘住宅地を開発した阿部元太郎が住民とともに、懇意であった阪急の役員と掛け合った結果設置された駅だと言われる。モザイク床にステンドグラスを嵌めた窓など、豪奢な作りとなっていた。
同じく雲雀丘花屋敷駅に統合された花屋敷駅とは違い、目立った存続運動は起きなかったようで、1959年11月2日には統合に関しての同意を宝塚市から得ている。雲雀丘花屋敷駅開業と同時に廃止となった。

## 駅構造
待避可能な島式2面4線のホームを持つ地上駅。ホームの有効長は10両編成分。
改札口は宝塚寄り北側と川西能勢口寄り南北の3か所にあり、このほかに雲雀丘学園の生徒のための専用改札口も設置されている。
トイレは東・西改札内にあり、多機能トイレも両方ともにある。
開業当初のホームは相対式2面2線であったが、平井車庫建設に伴い現在の状態に改良された。

### のりば
| 号線 | 路線      | 方向 | 行先                                   |
| ---- | --------- | ---- | -------------------------------------- |
| 1    | ■宝塚本線 | 下り | 降車専用ホーム                         |
| 2    | ■宝塚本線 | 下り | 宝塚・神戸・西宮北口・仁川・今津方面   |
| 3・4 | ■宝塚本線 | 上り | 大阪梅田・十三・箕面・京都・北千里方面 |

内側2線（2号線と3号線）が主本線、外側2線（1号線と4号線）が待避線。後者には、主に当駅を始発・終着とする列車が発着している。当駅で折り返す列車は、平井車庫の車体洗場付近にある引き上げ線へと向かう。
特に1号線は当駅止まりの急行・普通のみが進入するが、前記のように2006年10月のダイヤ改正までは普通が速達列車の待ち合わせを行っていたため、現在でも乗車位置目標が残されている。

ラッシュ時間帯の前後において、当駅発着であっても2・3号線を使用する列車がある。

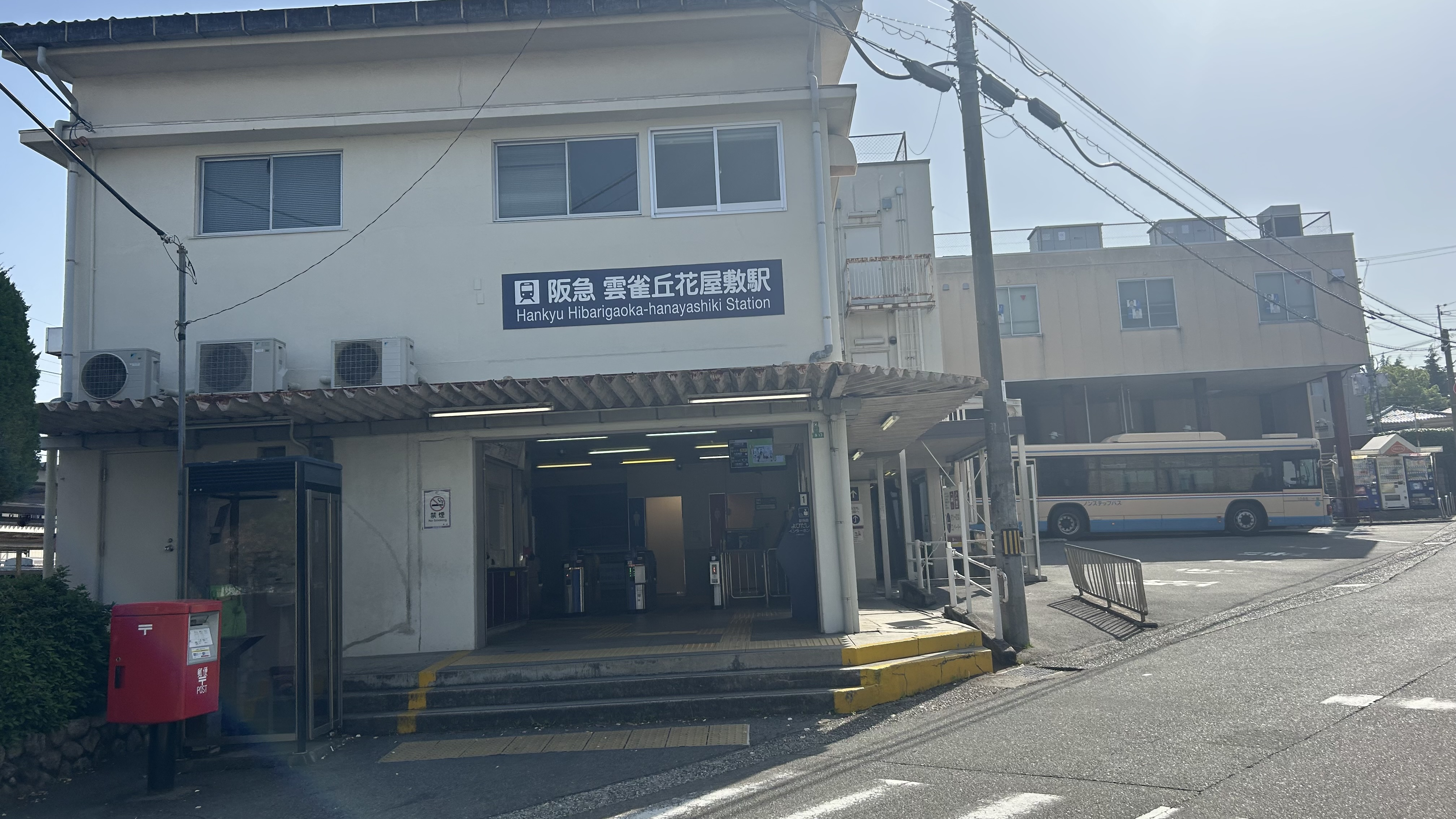
東口
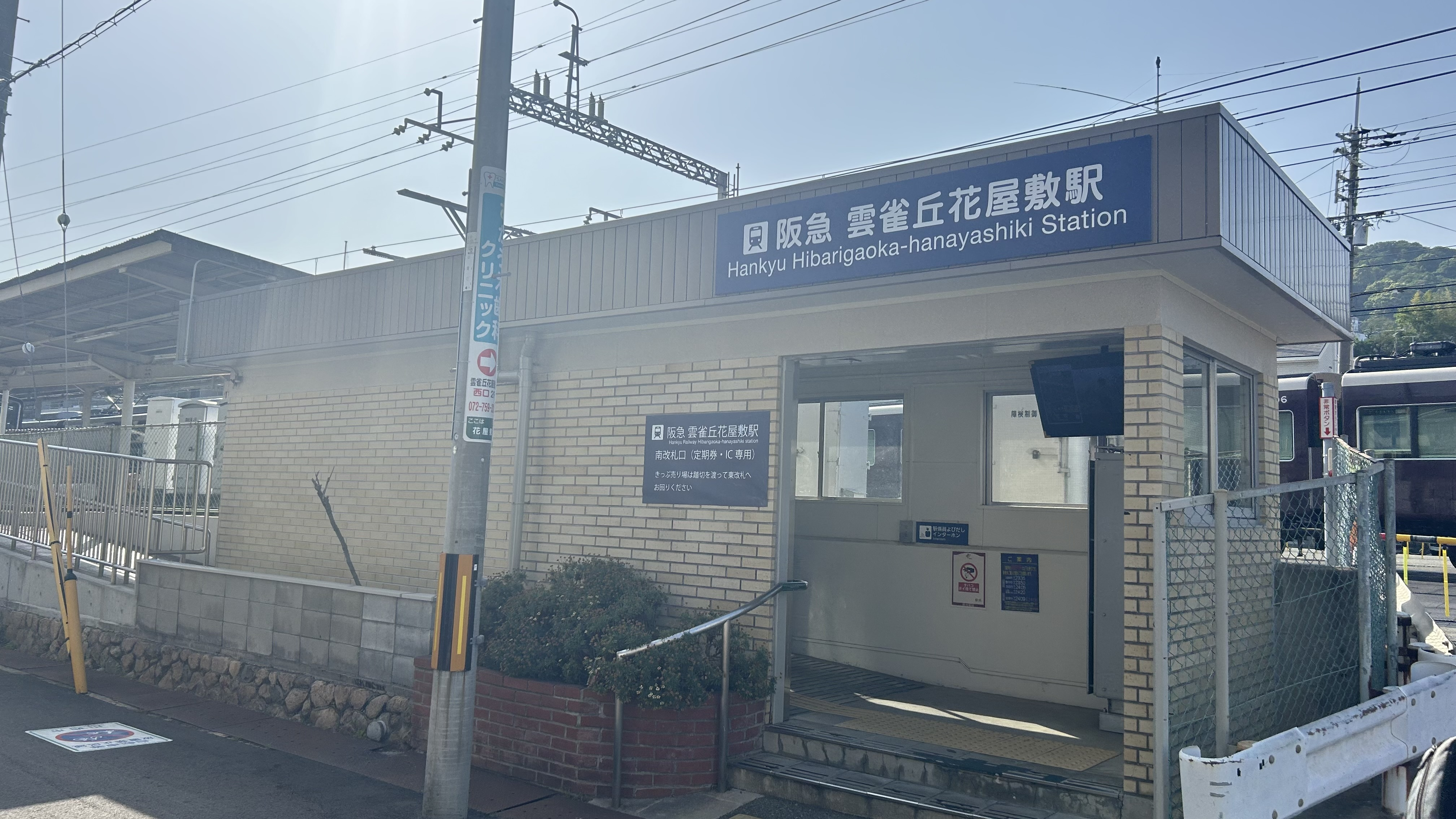
南口
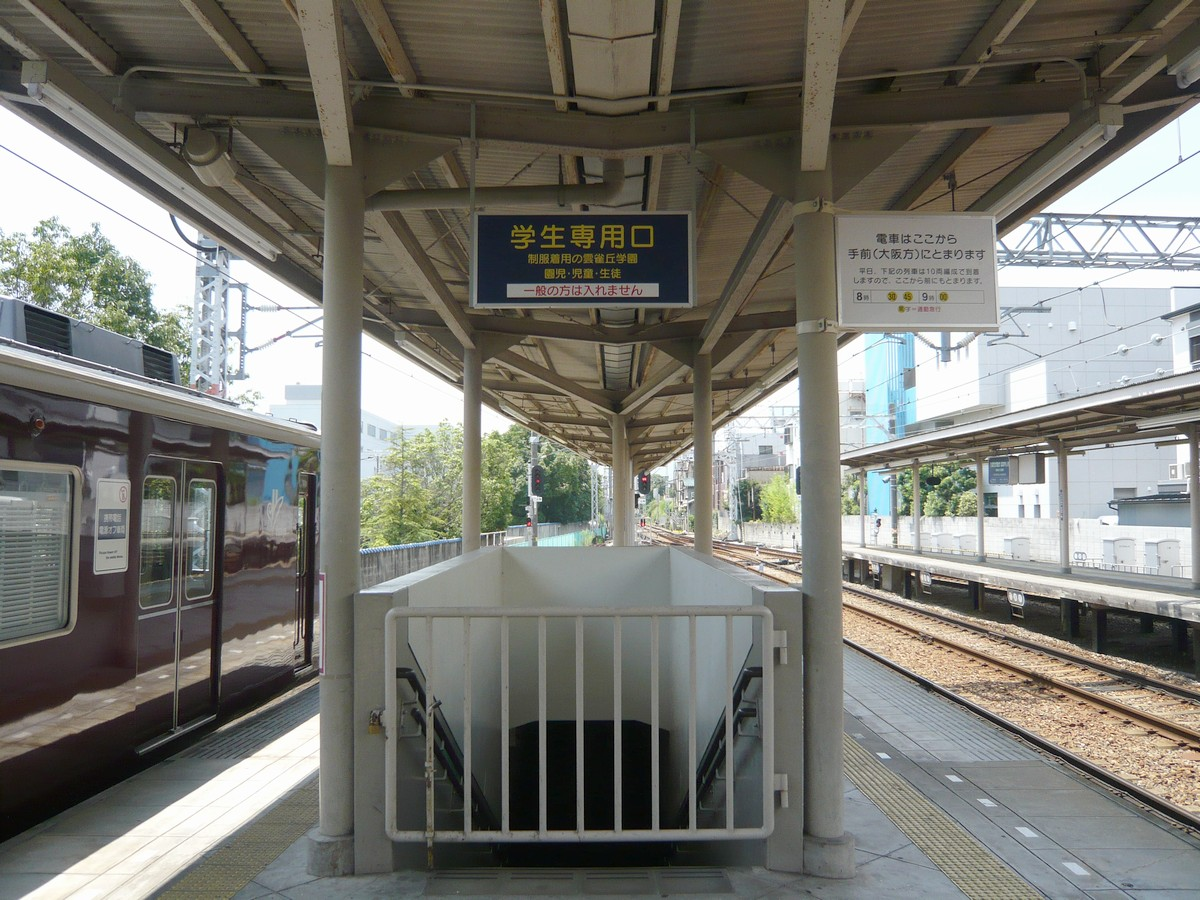
学生専用口（2007年8月）
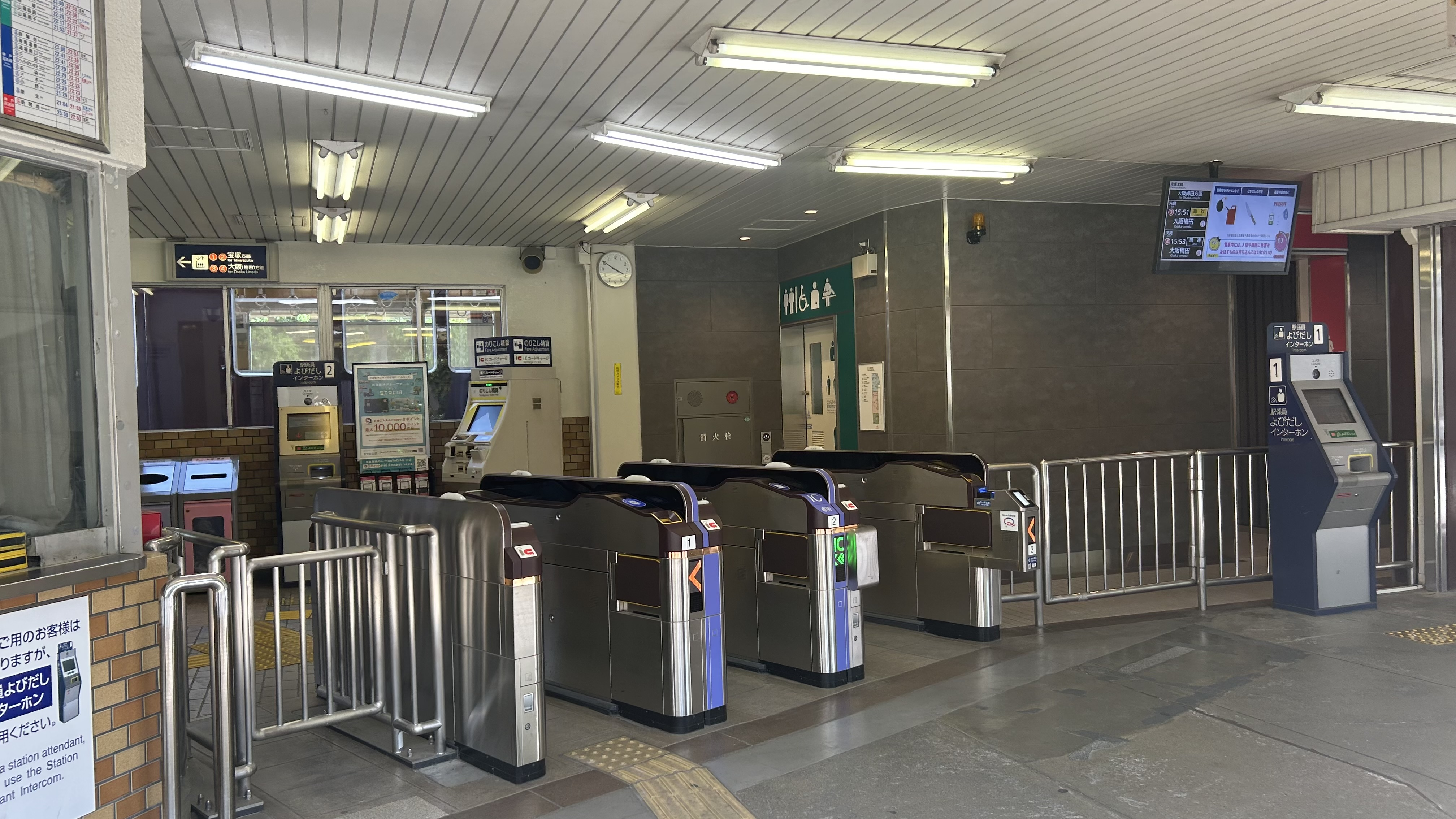
西改札口
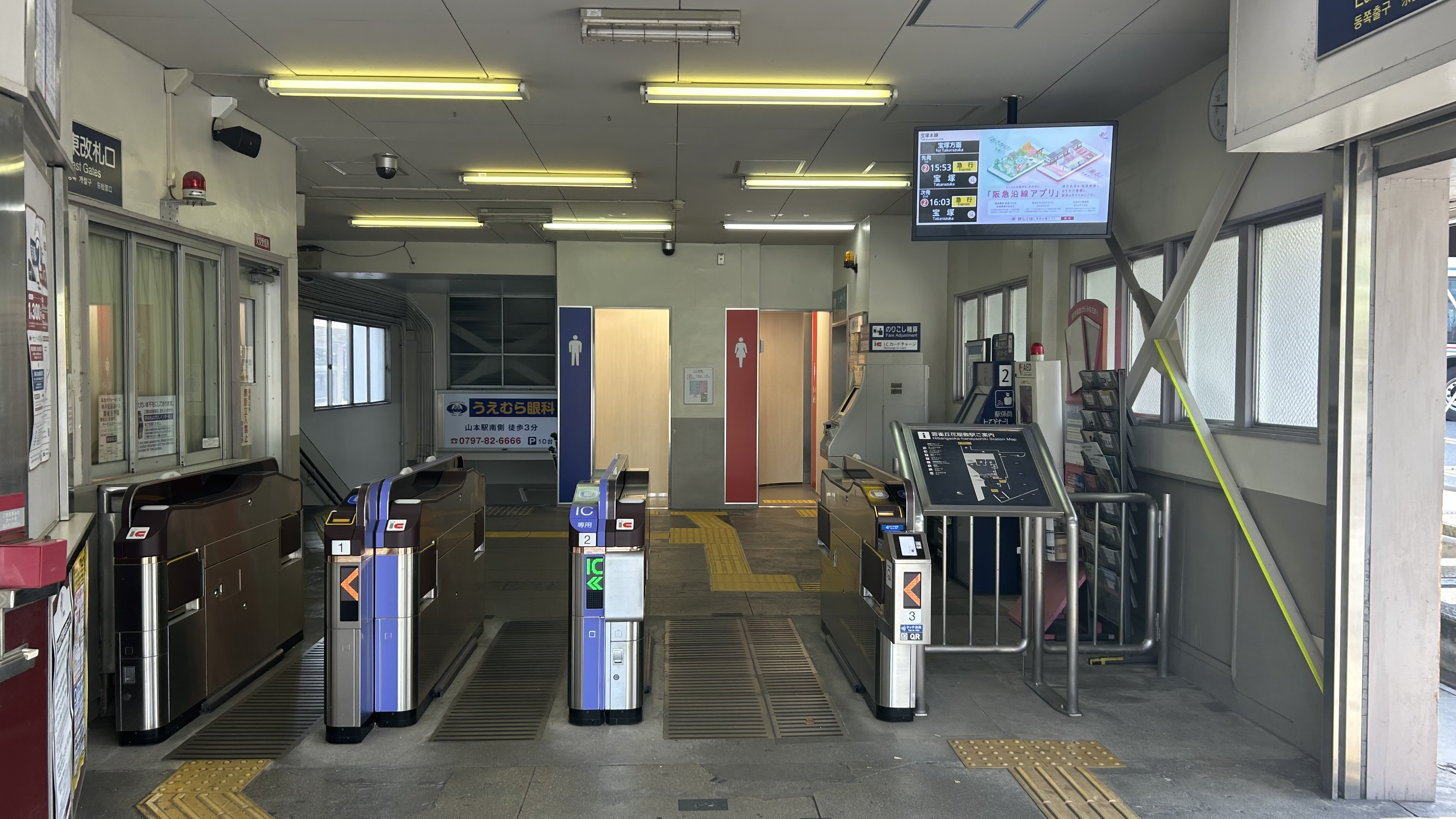
東改札口
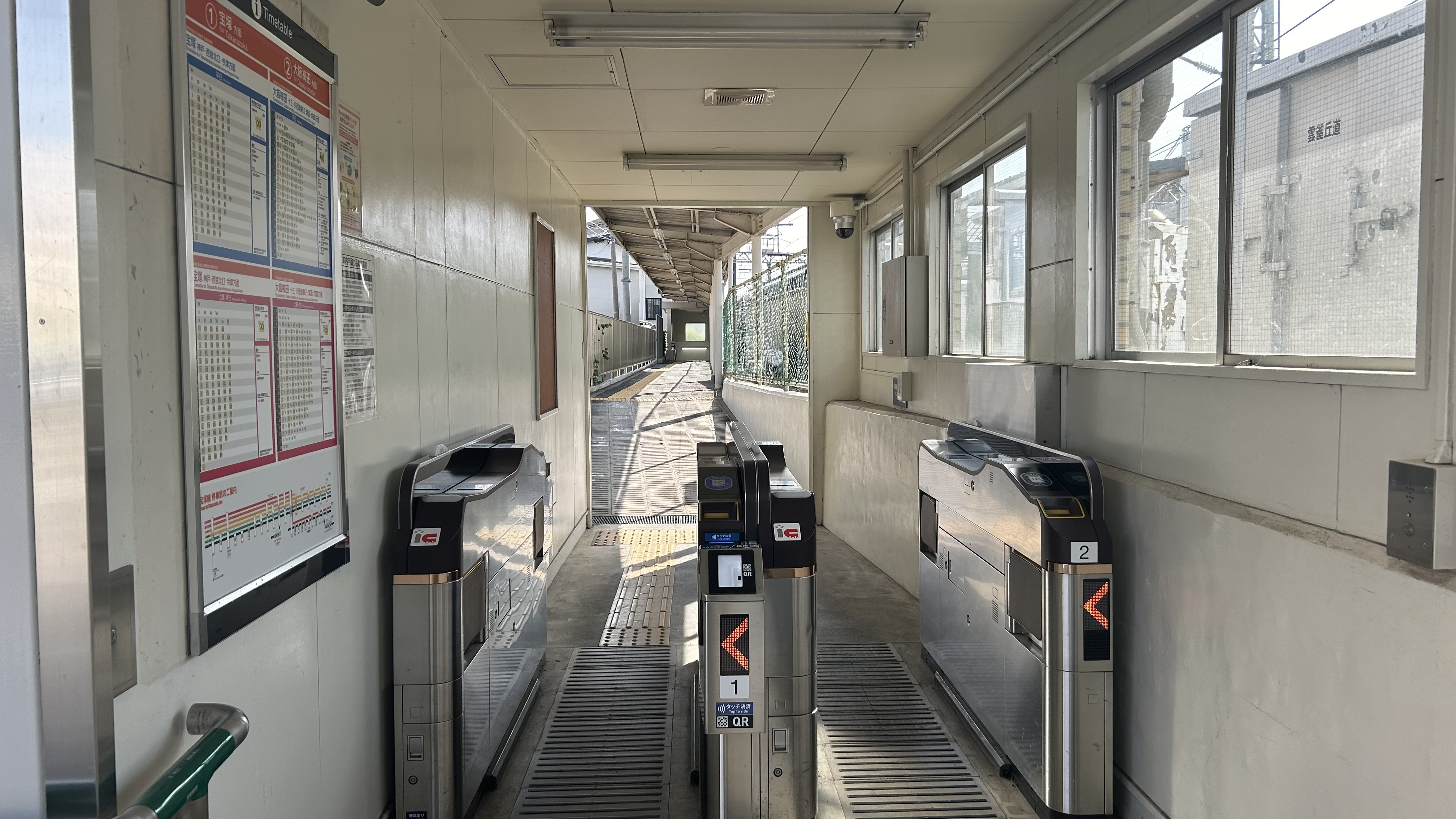
南改札口
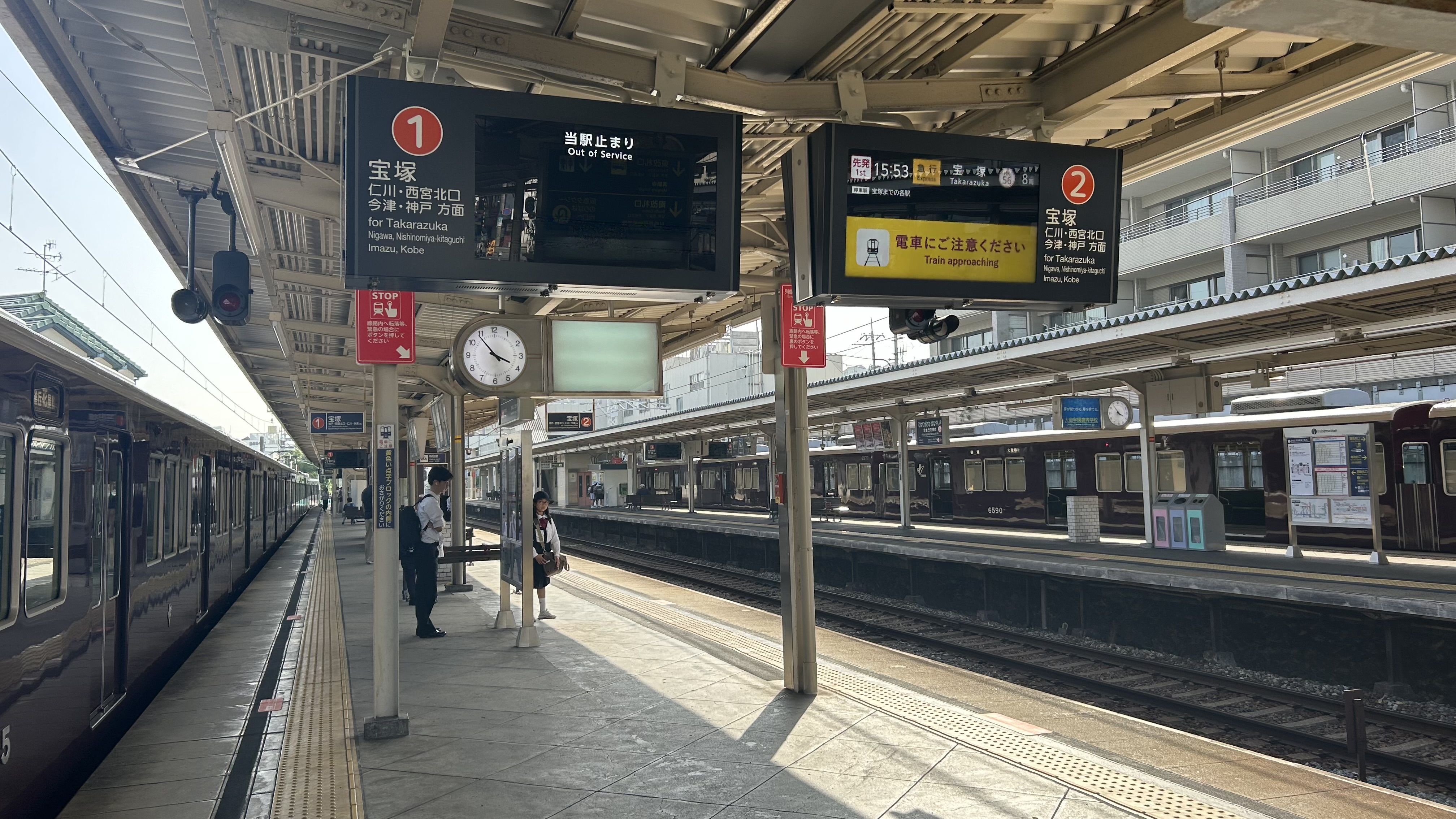
1・2号線ホーム
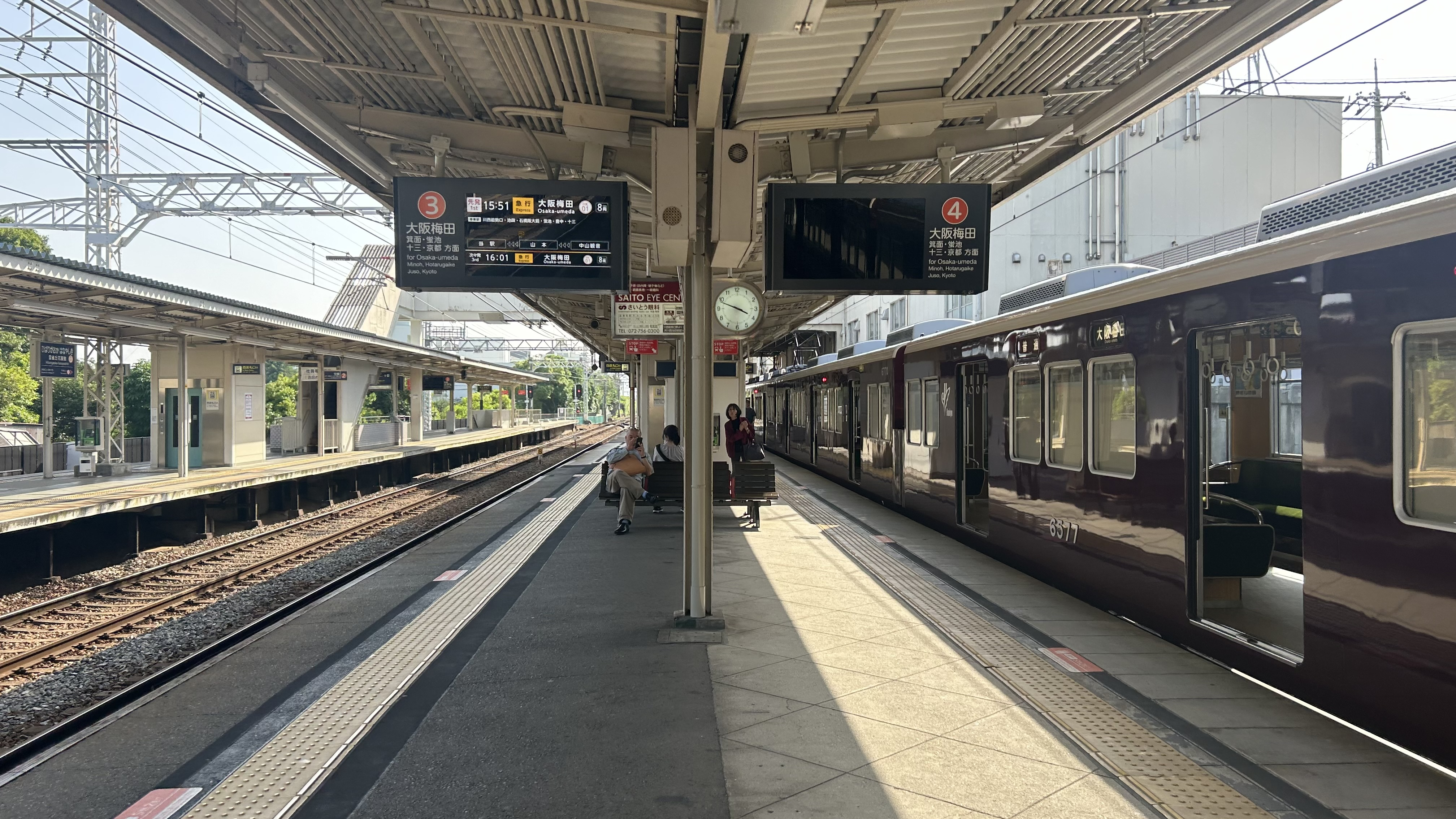
3・4号線ホーム
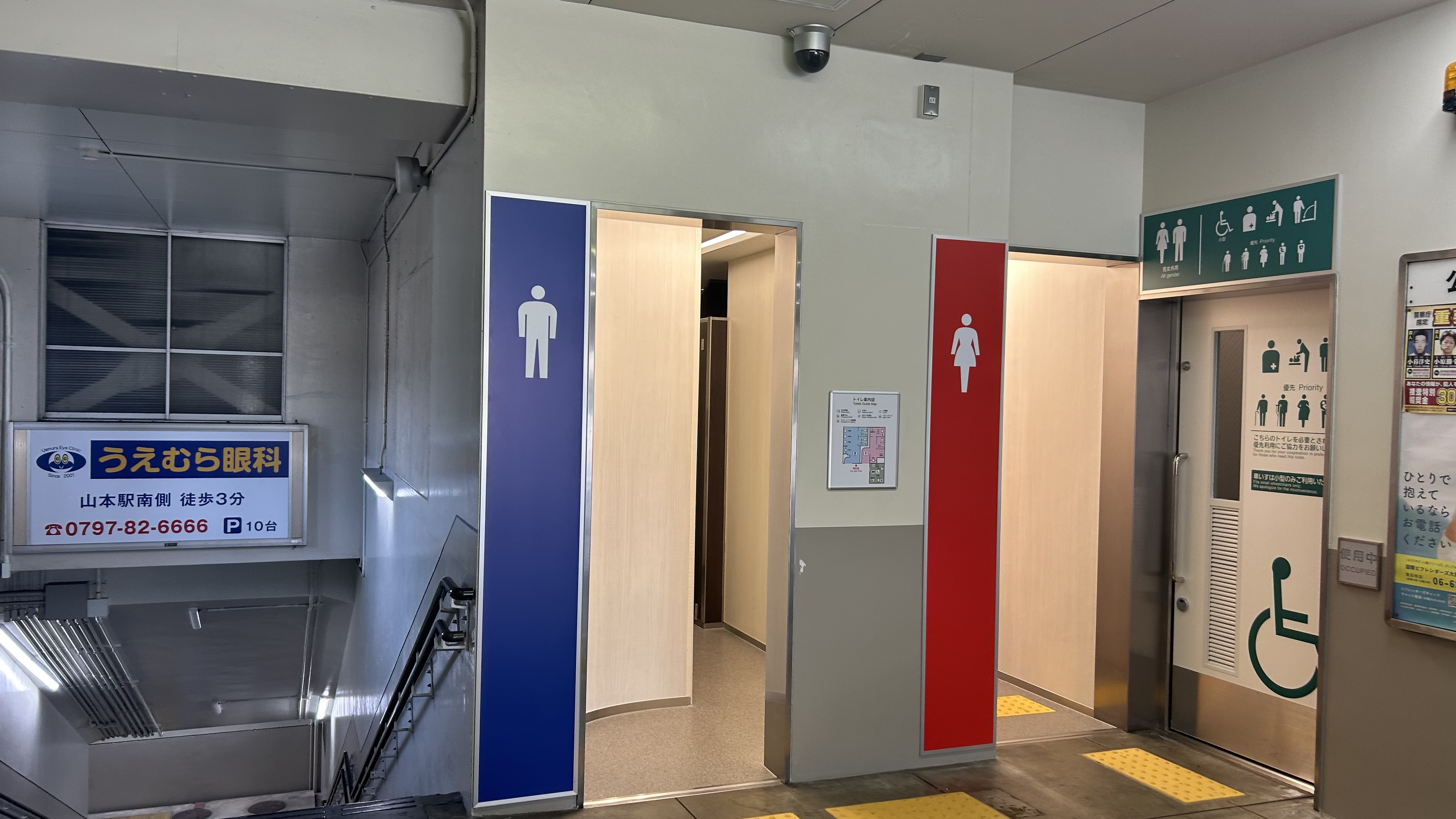
東改札内トイレ
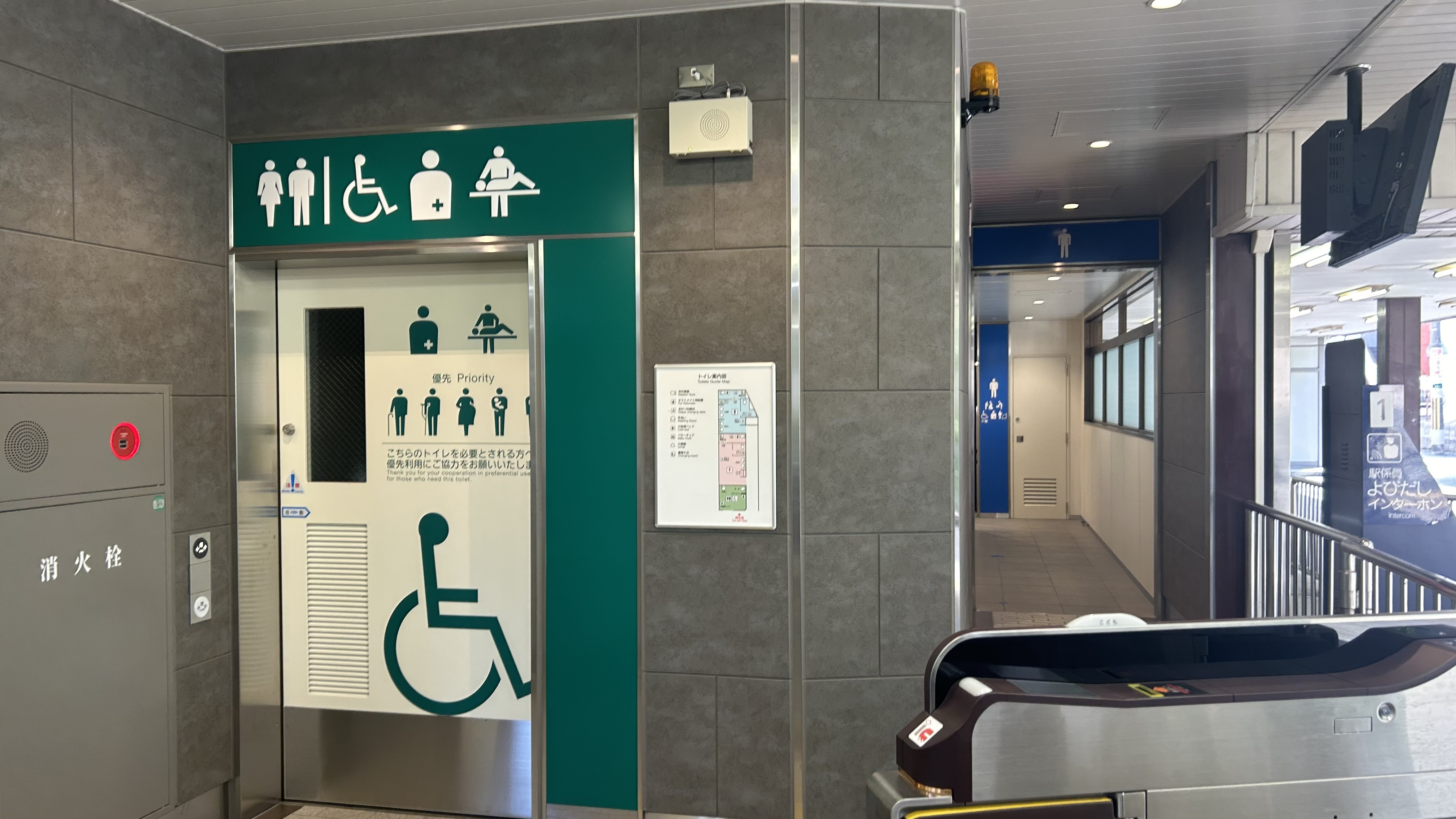
西改札内トイレ
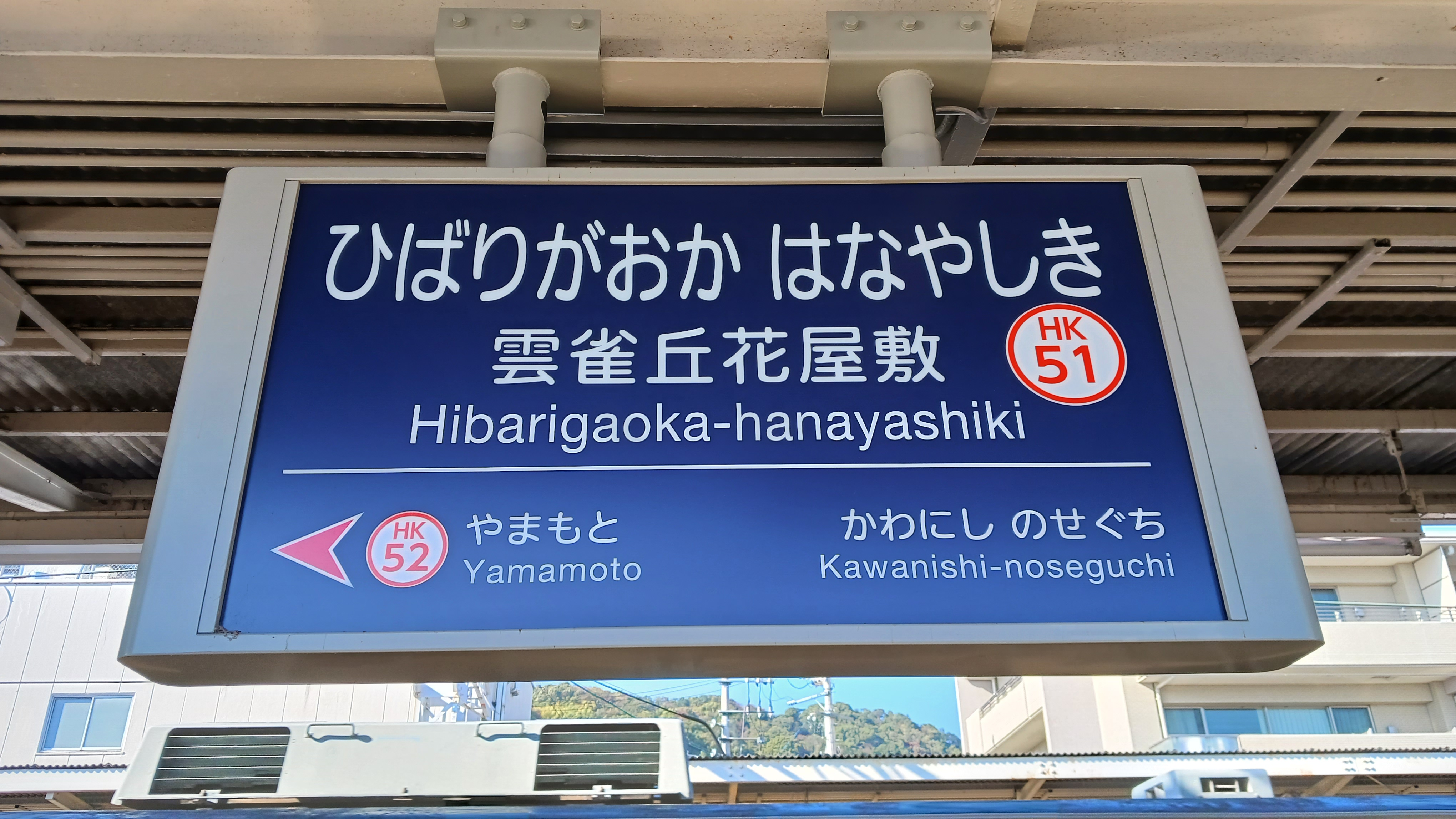
駅名標（2023年11月）

## 利用状況
2023年（令和5年）次の1日平均乗降人員は8,835人である。阪急電鉄の駅では水無瀬駅に次いで第72位。阪急宝塚本線の駅では清荒神駅、売布神社駅に次いで乗降客数が少ない。
近年の1日平均乗降・乗車人員の推移は下記の通り。
| 年次               | 乗降人員 | 乗降人員   | 乗車人員 | 乗車人員   |
| 年次               | 平日限定 | 11月特定日 | 平日限定 | 11月特定日 |
| ------------------ | -------- | ---------- | -------- | ---------- |
| 1996年（平成08年） |          | 14,142     |          | 7,062      |
| 1997年（平成09年） |          | 14,297     |          | 7,344      |
| 1998年（平成10年） |          | 14,324     |          | 7,506      |
| 1999年（平成11年） | -        | -          | -        | -          |
| 2000年（平成12年） | 13,692   | 15,244     | 6,831    | 8,453      |
| 2001年（平成13年） | 13,251   | 13,560     | 6,555    | 7,184      |
| 2002年（平成14年） | 12,907   | 14,011     | 6,526    | 7,274      |
| 2003年（平成15年） | 12,678   | 12,859     | 6,406    | 6,573      |
| 2004年（平成16年） | 12,266   | 13,296     | 6,107    | 6,684      |
| 2005年（平成17年） | 12,049   | 12,352     | 6,264    | 6,538      |
| 2006年（平成18年） | 12,138   | 11,788     | 6,126    | 5,882      |
| 2007年（平成19年） | 12,049   | 12,732     | 6,058    | 6,378      |
| 2008年（平成20年） | 12,026   | 12,355     | 6,039    | 6,130      |
| 2009年（平成21年） | 11,838   | 12,907     | 5,931    | 6,477      |
| 2010年（平成22年） | 11,980   | 12,508     | 6,015    | 6,335      |
| 2011年（平成23年） | 12,059   | 12,979     | 6,051    | 6,387      |
| 2012年（平成24年） | 12,056   | 12,485     | 6,056    | 6,300      |
| 2013年（平成25年） | 12,256   | 12,125     | 6,153    | 6,077      |
| 2014年（平成26年） | 12,232   | 12,346     | 6,142    | 6,270      |
| 2015年（平成27年） | 12,063   | 12,063     | 6,043    | 6,043      |
| 年次               | 乗降人員 | 乗降人員   | 乗車人員 | 乗車人員   |
| 年次               | 通年平均 | 11月特定日 | 通年平均 | 11月特定日 |
| 2016年（平成28年） | 10,010   | 12,023     | 4,990    | 6,008      |

## 駅周辺
駅周辺の宝塚市雲雀丘、川西市花屋敷は大正時代に開発された住宅地が広がる阪神間でも屈指の「お屋敷街」である。西隣の山本駅との間には平井車庫がある。
- 宝塚市役所雲雀丘出張所
- 雲雀丘学園小学校
- 雲雀丘学園中学校・高等学校
- 川西花屋敷郵便局
- 東洋食品研究所
- 東洋食品工業短期大学
- 宝塚大学
- 満願寺

### バス路線
東改札口付近に「雲雀丘花屋敷駅」停留所があり、阪急バスの以下の路線が発着している。
- 150系統（満願寺線）
  - 阪急川西能勢口駅
  - 満願寺経由 愛宕原ゴルフ場行（半数以上は当停留所始発）

## その他

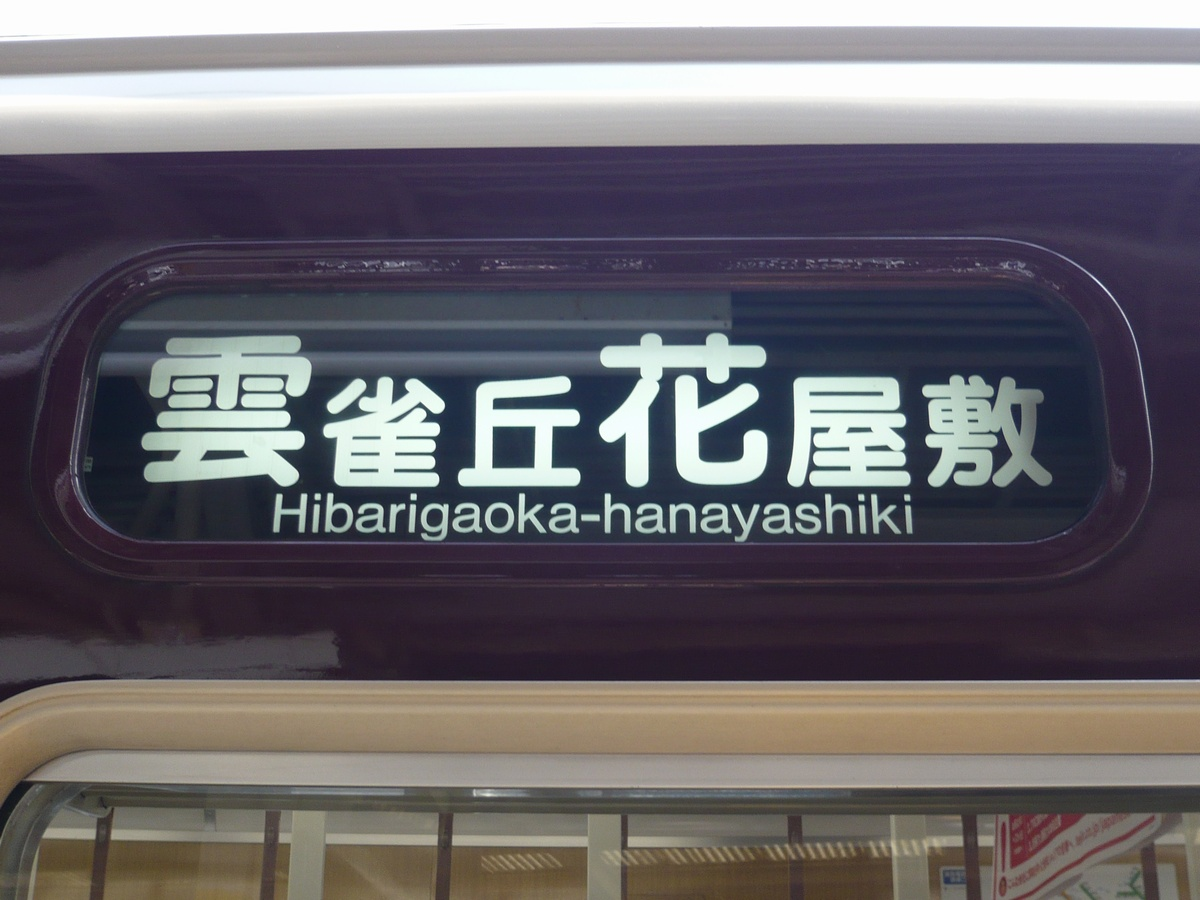
行先表示

- 地元では「雲花」（ひばはな・くもはな）、「雲雀」（ひばり）、もしくは「雲雀丘」と略されて呼ばれることが多い。
- 阪急の自社管理駅では最も駅名の字数が多い駅で（他社管理駅を含めると天神橋筋六丁目駅が最長）、車両の行先表示器では「雲」と「花」のみ大きい雲雀丘花屋敷と表示される。この表記法は幕式の行先表示器が装備された際に導入されたもので、その後LED式になっても引き継がれているが、幕式以前の行先表示板では文字の大きさが全て同じであった。なお、かつては当駅で梅田方の2両を切り離す列車が設定されており、方向幕では最終目的地の下に「この車両は雲雀丘花屋敷まで」と記されていたが、この場合も文字の大きさはすべて同じだった。
  - 当駅以外では千里線・Osaka Metro堺筋線の天神橋筋六丁目行きの表示幕も同様に一部の文字が強調されている。

## 隣の駅
阪急電鉄
■宝塚本線
■急行・■通勤急行・■準急・■普通(準急は大阪梅田方面のみ、通勤急行は宝塚方面のみ)
川西能勢口駅 (HK-50) - 雲雀丘花屋敷駅 (HK-51) - 山本駅 (HK-52)
- 1962年（昭和37年）5月1日までは川西能勢口駅（当時の駅名は能勢口駅）との間に花屋敷駅があった。